# Палац культури «Молодіжний»
Палац молоді (колишній Палац культури заводу «Азовсталь») — культурно-просвітницький та дозвільний заклад в місті Маріуполь.

## Розташування
Палац молоді (колишній палац культури заводу «Азовсталь») розташований на розі проспекту Миру та вулиці Харлампіївської в історичній частині Маріуполя.

## Адреса
Вул. Харлампіївська, 17, Маріуполь, Донецька область, 87500

## Історична споруда
Палац молоді розмістився в історичній споруді 19 століття, що випадково збереглася. Будівля віднесена до пам'яток архітектури місцевого значення.
Автор проекту невідомий. Можливо, використали якийсь проект архітектора Федора Шехтеля, позаяк його проекти надсилали на південь Російської імперії, де за ними вибудували споруди в містах Ялта (Крим), Ростов-на-Дону, Таганрог. Таганрог розташований неподалік від Маріуполя і був містом інтенсивної торгівлі і постійних запозичень.
Триповерхова споруда вибудована у псевдоросійському стилі з червоної цегли і пофарбована ззовні. Використана цегла, котру виробляв місцевий Хараджаєвський цегельний завод . Фасади прикрашені низками частих вікон і дрібними елементами з фігурної (лекальної) цегли. На фасадах первісно були балкони з фігурними ґратками, пізніше ліквідованими. Ймовірно, використали якийсь проект зі змінами, внесеними за вимогами володаря. Споруда відома як будинок В. Томазо і первісно слугувала готелем «Континенталь». Використовували не тільки поверхи споруди, а й підвальні приміщення. Саме там розмістили друкарню братів Голдрин. 1898 року введена в експлуатацію перша в Маріуполі приватна електростанція. Вона призначалась для освітлення залів готелю «Континенталь» і належала багатію В. Томазо.
У місті було налагоджене фотографування вулиць і окремих споруд для виготовлення поштівок. Неодноразово була задокументована на фото і споруда готелю «Континенталь». Саме завдяки старовинним поштівкам встановлено два будівельні періоди. Перший закінчився у 1898 році. Це відомо за фото готелю, створеного маріупольським фотографом Куюмджи. На фото Куюмджи готель ще не мав північної прибудови.
Далі споруду добудували, додавши новий корпус — так звану театральну частину, два фоє та технічний відділ. Офіційна назва добудови — "Концертний зал «Континенталь». Другий будівельний період закінчився приблизно 1910 року. Перший поверх споруди переобладнали під буржуазний ресторан.
Готель «Континенталь» був тісно пов'язаний з низкою культурних закладів Маріуполя. В ньому мешкали столичні актори, музиканти, діячі кіно, що прибували в Маріуполь на гастролі. На початку 1930-х рр. Маріуполь відвідав Костянтин Ціолковський, де читав лекції з міжпланетних мандрів.

## Радянський період
Після Жовтневого перевороту 1917 року готель націоналізували. 1920 року тут розташувався штаб керівника військово-морських кораблів Чорного та Азовського морів (НАМОРСИ).
1929 року вивільнену споруду віддали під Палац труду та Центральний робочій кооператив (ЦЕРАБКООП).

## Театральний центр в місті
Палац культури заводу «Азовсталь» був додатково і театральним закладом радянського міста, відомим і за його межами. Актором та режисером народного театру Палацу культури заводу «Азовсталь» був Налчаджи Ігор Андрійович (20.7.1935—12.1.1998). Ігор Налчаджи навчався у Ленінграді у театрального режисера Георгія Товстоногова і закінчив Ленінградське театральне училище, переніс звідти в Маріуполь непересічну театральну культуру, знання історичних костюмів, характерних звичок людей різних історичних епох. Запам'ятався як вибагливий до самого себе, так і до акторів Народного театру.
З 1964 року був художнім керівником Палацу культури заводу «Азовсталь». Аби виправити економічну скруту в родині, був вимушений з 1976 р. перейти на працю термістом у завод «Азовсталь», де працював до пенсії, але не покидав театр і громадську діяльність. З 1993 року (вже пенсіонером) працював режисером Народного театру ПК заводу «Азовсталь» та громадський діяч. В Народному театрі завдяки Ігорю Налчаджи були поставлені різноманітні вистави, серед них —
- «Республіка на колесах»
- «Я, бабця, Іліко і Іларіон»
- «Інтерв'ю в Буенос-Айресі»
- «Лиса і виноград»
- «Маскарад» за твором М. Ю. Лермонтова та ін.

Низка вистав Народного театру була показана на гастролях, театр був лауреатом декількох республіканських та Всесоюзних конкурсів.
Майже тридцять (30) років фаховим художником-сценографом Народного театру був Ковальчук Михайло Сидорович.

## Народження Палацу молоді
Офіційна назва — комунальне підприємство «Палац молоді». Побажання мати власний палац було висловлене 2009 року на зустрічі мера Маріуполя з лідерами молодіжних організацій. На той час палац культури заводу «Азовсталь» стояв пусткою. Його і віддали під новий культурно-дозвільний заклад. Завод " Азовсталь " передав безкоштовно історичну поруду на баланс уряду міста. Завод володів спорудою з 1962 року.
На ремонтні роботи з бюджету міста відвели 1.000.000 гривень і 700.000 додав завод «Азовсталь». У жовтні 2010 року Палац молоді був урочисто відкритий в новій якості..

## Перетворення у комплекс

Міськсад (Маріуполь), літня естрада

Палац молоді перестав бути окремим закладом. До установи приєднали парки та сади Маріуполя — Комунальне підприємство «Об'єднання парків культури і відпочинку» (КП ОПКВ). На меті — перенесення низки культурно-дозвільних заходів в парки Маріуполя та пожвавлення культурного життя в парках. Так, в Міському саду проводять урочистості з нагоди Дня молоді. Міський сад став відкритим майданом для культурно-дозвільних заходів просто неба.

## Клуби дозвільного закладу
В палаці культури вже працюють вісімнадцять різних за тематикою клубів. Серед них —
- Вокальна студія
- «Театроманія»
- «Балет-центр»
- «Диспут»
- гурток журналістів
- школа класичної хореографії
- клуб краєзнавства « Джерело» («Источник»)[7]